# Píla (Pezinok)
Píla (bis 1927 slowakisch auch „Píly“; deutsch Sägmühl, ungarisch Gidrafürész – bis 1907 Pila) ist eine kleine Gemeinde im Bratislavský kraj in der Westslowakei.

## Geographie

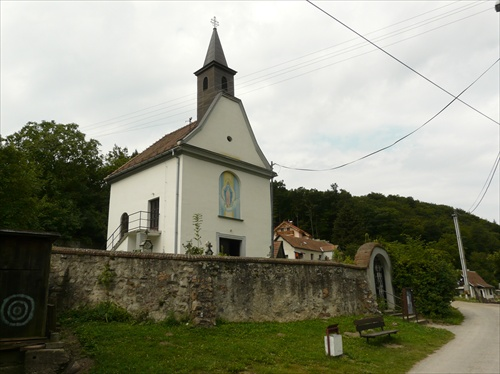
Kirche in Píla

Der Ort liegt in den Kleinen Karpaten am Fluss Gidra unterm Berg Kukla im Südwesten (564 m n.m.) und Burg Červený Kameň im Nordosten und liegt innerhalb des Landschaftsschutzgebiets Kleine Karpaten. Sie ist sowohl flächenmäßig (0,48 km²) als auch bevölkerungsmäßig (2009: 306 Einw.) die kleinste Gemeinde im Okres Pezinok. Nach Bratislava sind es 38 km, nach Trnava 25 km.

## Geschichte
Der Ort entstand im 16. Jahrhundert, als die damaligen Besitzer der Burg Rotenstein (Červený Kameň), die Familie Fugger, im Tal des Flusses Gidra zwei Sägewerke errichten ließen. Der Ort wurde 1602 als Vyffalu sub arce Weöreöskw (also Neudorf unterhalb der Burg Rotenstein) erwähnt. Seit dem 18. Jahrhundert wird der heutige Name genutzt. Im 17. Jahrhundert befand sich hier eine Glashütte, vom 17. Jh. bis 1880 ein Papierwerk und bis ins 20. Jahrhundert einige Mühlen. Die letzten Sägewerke wurden 1950 eingestellt.
1944 wurde sie in die Nachbargemeinde Častá eingegliedert, ist aber seit 1954  wieder selbstständig.
Am 7. Juni 2011 wurde die Gemeinde von einem Sturzflut schwer betroffen: 60 Häuser samt Infrastruktur sowie Brücken im Ort und an der Hauptstraße zwischen Dubová und Častá wurden zerstört oder schwer beschädigt.

## Bevölkerung
| Jahr                | 1994 | 2004     | 2014     | 2024     |
| ------------------- | ---- | -------- | -------- | -------- |
| Anzahl der Personen | 233  | 278      | 323      | 371      |
| Unterschied         |      | +19,31 % | +16,18 % | +14,86 % |

| Jahr                | 2023 | 2024    |
| ------------------- | ---- | ------- |
| Anzahl der Personen | 367  | 371     |
| Unterschied         |      | +1,08 % |

## Kultur
- Siehe auch: Liste der denkmalgeschützten Objekte in Píla

## Persönlichkeiten
- Josef Wais (1944–2017), österreichischer Künstler und Designer